# Scleronotus stupidus
Scleronotus stupidus là một loài bọ cánh cứng trong họ Cerambycidae.